# Răsimnicea
Răsimnicea – wieś w Rumunii, w okręgu Jałomica, w gminie Rădulești. W 2011 roku liczyła 316 mieszkańców.